# Лейкооснова
Лейкооснова (англ. leuco base [compound]) — безбарвна хімічна сполука, що є продуктом відновлення барвника й відзначається розчинністю в лужних розчинах і здатністю після процесу нанесення на тканину знову легко окиснюватися у вихідний барвник. Звичайно вони є аміно- або гідроксипохідним трифенілметан чи дигідроксиполіциклічною ароматичною сполукою, що при окисненні утворює поліциклічні хінонові барвники (проміжні в кубовому фарбуванні). 
Приміром, барвник індиго перетворюють в безбарвний лейкоіндиго, який знову легко окиснюється з утворенням барвника. Використання цієї назви, яка обмежується технологією барвників, IUPAC не рекомендує. Синонім — лейкосполука.